# IV. Ióannész trapezunti császár
IV. Ióannész (1403 előtt – 1460. április 19.(22) vagy magyarosan IV. János, görögül: Ιωάννης Δ΄ Μέγας Κομνηνός, grúzul: იოანე IV დიდი კომნენოსი, ტრაპიზონის იმპერიის იმპერატორი, olaszul: Giovanni IV Comneno, imperatore di Trebisonda, törökül: Trabzon imparatoru IV. İoannis Megas Komnenos, latinul: Ioannes IV Comnenus, imperator Trapezuntinus, trapezunti császár. A Komnénosz-házból származott. IV. Alexiosz trapezunti császár fia, Crispo Florencia naxoszi hercegnő nagybátyja és I. Katalin ciprusi királynő nagynagybátyja, Caterino Zeno feleségének a nagybátyja, valamint Uzun Haszan apósa, Komnénosz Teodóra iráni királynénak az apja és I. Iszmáíl perzsa sah dédapja. Ortodox keresztény vallású volt.

## Élete

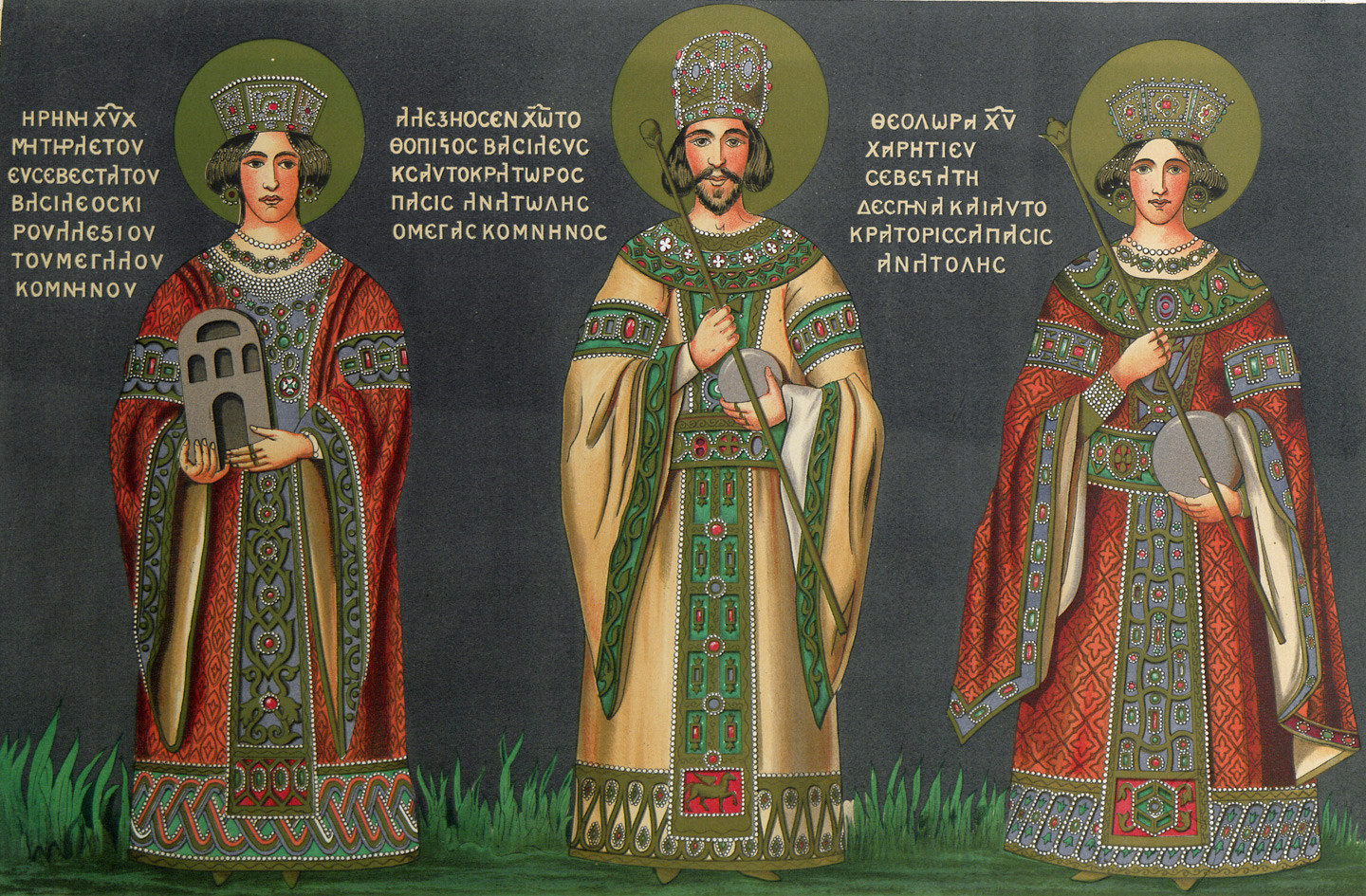
III. Alexiosz trapezunti császár az anyjával, Trapezunti Irén anyacsászárnéval (balra) és a feleségével, Kantakuzénosz Teodóra császárnéval (jobbra) egy trapezunti freskón, Kızlar Manastırı, Panagia Theoszkepasztosz kolostor

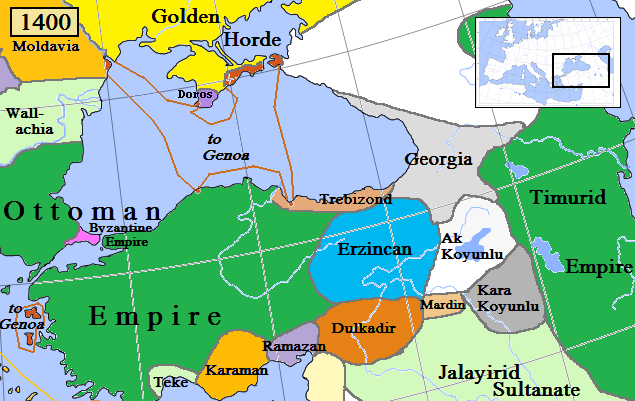
A Trapezunti Császárság és a maradék Bizánci Birodalom 1400-ban.

Apja IV. Alexiosz (1382–1429) trapezunti császár, az anyja Kantakuzénosz Teodóra (1382 körül–1426).
Apai nagyszülei III. Mánuel (1363–1417) trapezunti császár és Bagrationi Eudokia/Gulkan(-Hatun(i)) (Gülhan) (1360 körül–1390) grúz királyi hercegnő, IX. Dávid grúz király és Dzsakeli Szinduhtar szamchei (meszheti) hercegnő lánya.
A bizánci–grúz házassági kapcsolatok hosszú időre nyúlnak vissza, hiszen a szomszédság mellett az is döntő tényező volt ebben, hogy a Grúz Királyság is a bizánci rítusú ortodox kereszténységet követte. 1204-ben pedig, mikor Konstantinápolyt a IV. keresztes hadjáratban a nyugatiak elfoglalták, a Bizánci Birodalom több részre hullott szét, és I. Tamar grúz királynő támogatásával megalakult a grúz vazallus bizánci utódállam, a Trapezunti Császárság. Ezután Grúzia mongol meghódításáig Trapezunt Grúzia fiókállama volt, de később is megmaradtak a jó kapcsolatok köztük, és ezt sok esetben házasságokkal is megpecsételték.
III. Alexiosz (1337/38–1390) trapezunti császár (ur.: 1349–1390) és V. (Nagy) Bagrat (?–1393/5) grúz király (ur.: 1360–1393/5) kettős házasságot hozott tető alá a két állam és a két dinasztia: a Komnénosz-ház és a Bagrationi-ház között. 
1367 júniusában az 1366-ban megözvegyült V. Bagrat feleségül vette III. Alexiosz legidősebb lányát, Anna (1357–1406 után) hercegnőt, majd pedig V. Bagrat húgát, Gulkan hercegnőt először eljegyezték Komnénosz Andronikosszal (1355–1376), III. Alexiosz trapezunti császár házasságon kívül született fiával, aki azonban 1377. március 14-én meghalt. Majd ezután Gulkant Andronikosz öccsével, a trapezunti trónörökössel, Komnénosz Mánuel herceggel, III. Alexiosz és Kantakuzénosz Teodóra császárné másodszülött fiával jegyezték el, akivel 1377. szeptember 6-án vagy 1379. október 6-án házasodtak össze Trapezuntban. Ezzel a kettős házassági politika sikeresen megvalósult. Gulkan grúz királyi hercegnő pedig a házasságával felvette az Eudokia nevet. 
1390. március 20-án meghalt III. Alexiosz trapezunti császár, és fia trónra lépett III. Manuél néven. Ettől kezdve Eudokia automatikusan császárnéi címet viselt, és az anyósa, Kantakuzénosz Teodóra lett ekkor az anyacsászárné. Ekkortól a két szomszédos uralkodó, III. Mánuel és V. Bagrat kölcsönösen sógori viszonyba került: III. Manuél felesége, Eudokia császárné V. Bagrat húga, míg V. Bagrat felesége, Anna királyné III. Manuél nővére volt. A kettős házasság az utódlásban is sikeres volt, hiszen mindkét frigy fiúutódok tekintetében szerencsés volt, bár V. Bagratnak már volt egy fia az előző házasságból, és Eudokia 1382. június 19-én világra hozta egyetlen gyermekét, a későbbi IV. Alexioszt. Eudokia császárné 1395. május 2-án vagy 5-én hunyt el, majd özvegye még ugyanebben az évben feleségül vette Philanthrópénosz Anna úrnőt, Manuél Philanthrópénosz kaisar (caesar) lányát, aki II. Manuél bizánci császár magyarországi követe volt 1395/6-ban és 1420-ban.
Ennek a hagyománynak volt a folytatása, hogy 1426 körül IV. János feleségül vette Bagrationi N. grúz királyi hercegnőt, I. Sándor grúz király lányát, de gyermekeik nem születtek.
IV. János legidősebb nővére, Eudokia (Valenza), Nic(c)olò Crispo (1392–1450) hercegnek, a Naxoszi Hercegség régensének a felesége lett.
Az ő gyerekeik voltak: II. (Crispo) Ferenc (1417–1463) naxoszi herceg, akinek az 1 felesége Guglielma Zeno volt, és 3 gyermeket szült, a 2. felesége Petronilla Bembo, akitől nem születtek újabb gyermekei, valamint Crispo Florencia (1422–1501), akinek a férje Marco Cornaro (1406–1479) velencei patrícius, Marco Cornaro velencei dózse dédunokája volt. Az ő lányuk volt I. (Cornaro) Katalin (Caterina) (1454–1510) ciprusi királynő (ur.: 1474–1489), aki II. (Fattyú) Jakab (1438–1473) ciprusi királyhoz ment férjhez, és egy fiuk született, III. (Lusignan) Jakab (1473–1474), aki az apja halála után a születésétől a haláláig Ciprus királya volt.
Továbbá a nővérének egy másik lánya, Crispo Jolán (Violante) (1427–?) Caterino Zeno (1421/35/43–1490 körül) velencei patríciushoz ment feleségül, akit a Velencei Köztársaság IV. János lányához, Teodórához és férjéhez, Uzun Haszanhoz küldött követeként. Caterino Zeno Teodórát és gyermekeit is meglátogatta, és részletes beszámolót készített a trapezunti császári hercegnőről. Teodóra legidősebb lánya volt Márta, aki szintén ortodox keresztény vallású volt, ezt tükrözte a keresztény neve is, bár Halima néven számontartották, I. Iszmáíl perzsa sah anyja volt.
János húga,Mária (1404 körül–1439) VIII. János (1392–1448) bizánci császárhoz ment feleségül, de nem születtek gyermekei.
János idősebb öccse, Sándor (?–1454/9) társcsászárként uralkodott János mellett 1447/8-tól a haláláig, amelynek az időpontja bizonytalan, de még a bátyja előtt elhunyhatott, hiszen nem vált egyeduralkodóvá. Sándor felesége Gattilusio Mária (?–1461 után), I. Teodór leszboszi úr lánya volt és egy fiuk született.
János ifjabb öccse, II. (Komnénosz) Dávid (1408 körül–1463), 1460-tól 1461-ig az utolsó trapezunti császár volt.

## Gyermeke
- Első feleségétől, Bagrationi N. (1411/2/5–1429/1438 előtt) grúz királyi hercegnőtől, I. Sándor grúz király lányától, gyermekei nem születtek
- Második feleségétől, Sajbánida N. török-tatár hercegnőtől, Devlet Berdi kánnak, az Arany Horda uralkodójának feltételezett lányától, 1 leány:
  - Teodóra (Katalin, Deszpina Hatun) (1438/40–1507 előtt), férje Uzun Haszan (1423–1478), Akkojunlu emírje, Irán királya, 4 gyermek, többek között:
    - Márta (Alam Sah Begum/Halima Begi Aga), férje Hajdar Szultán (–1488), a Szafavi-rend nagymestere, Uzun Haszán Hadizsa nővérének a fia, 3 fiú, többek között:
      - I. Iszmáíl perzsa sah (1487–1524)